# Глубокий Лог (Свердловская область)
Глубокий Лог — упраздённый в декабре 2020 года посёлок, находившийся в городском округе Верхняя Пышма Свердловской области.

## География
Располагался в 4,5 км на восток от озера Балтым, в 9 километрах (по автотрассе — 15 км) на северо-восток от административного центра округа — города Верхняя Пышма. Остановочный пункт железной дороги УЗТМ — Красный. Управлялся Красненским сельским советом.

## История
В декабре 2020 года внесён законопроект о преобразовании посёлка. Областным законом № 154-ОЗ от 23 декабря 2020 года присоединён к посёлку Красный. В пояснительной записке к законопроекту Думы городского округа Верхняя Пышма от 01 декабря 2020 года № 27/5 сказано что, посёлок Глубокий Лог не обладает свойствами устойчивости, целостности и самостоятельности, не имеет признаков самостоятельного географического объекта.

## Население
| 2002 | 2010 |
| ---- | ---- |
| 127  | ↗130 |

Структура
По данным переписи 2002 года национальный состав следующий: русские — 83 %, татары — 8 %. По данным переписи 2010 года в посёлке было: мужчин — 67, женщин — 63.

## Инфраструктура
Населенный пункт обеспечен электроснабжением, сотовой связью, имеется телефонная будка. Объекты социального, культурного и бытового назначения отсутствуют. Имеется один объект торговли — магазин продовольственных товаров.
Население поселка Глубокий Лог пользуется услугами образования, культуры, здравоохранения, связи и торговли в посёлке Красный.
Медицинская помощь оказывается Верхнепышминской центральная городской больницей имени П. Д. Бородина.
Посёлок разделён на шесть улиц (1 Мая, 1 Января, Гоголя, Зелёная, Лесная, Линейная) и один переулок (Межевой).